# Phyllanthus distichus
Phyllanthus acidus là một loài thực vật có hoa trong họ Diệp hạ châu. Loài này được Hook. & Arn. miêu tả khoa học đầu tiên năm 1832.

## Hình ảnh

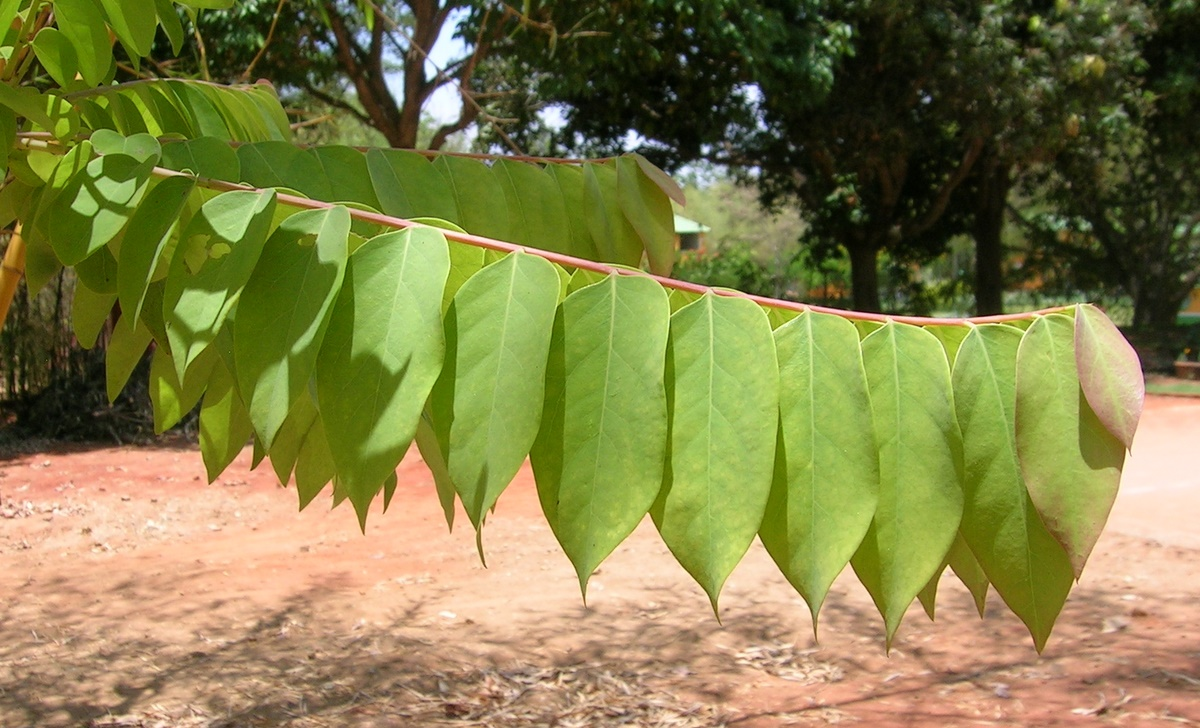
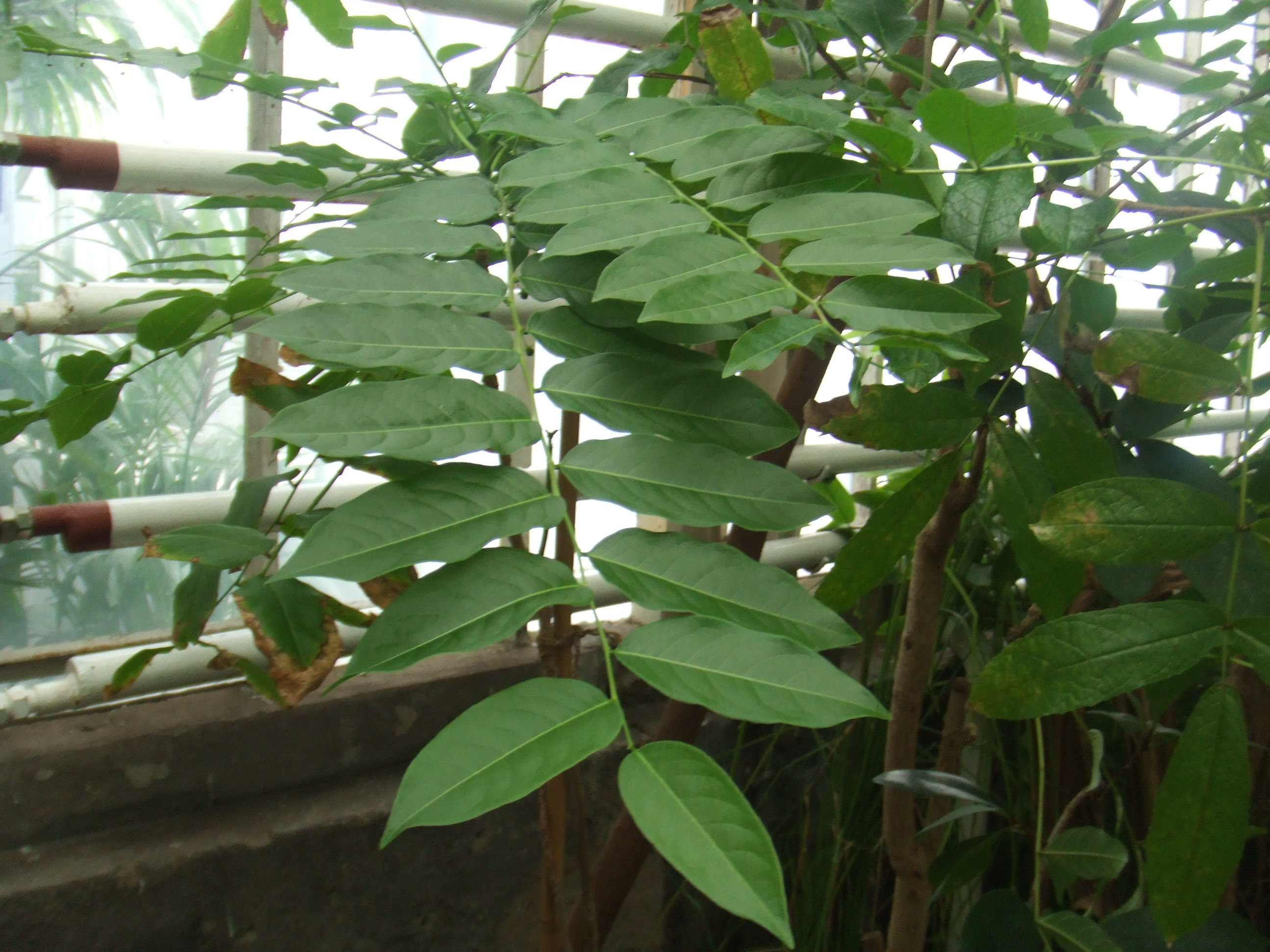
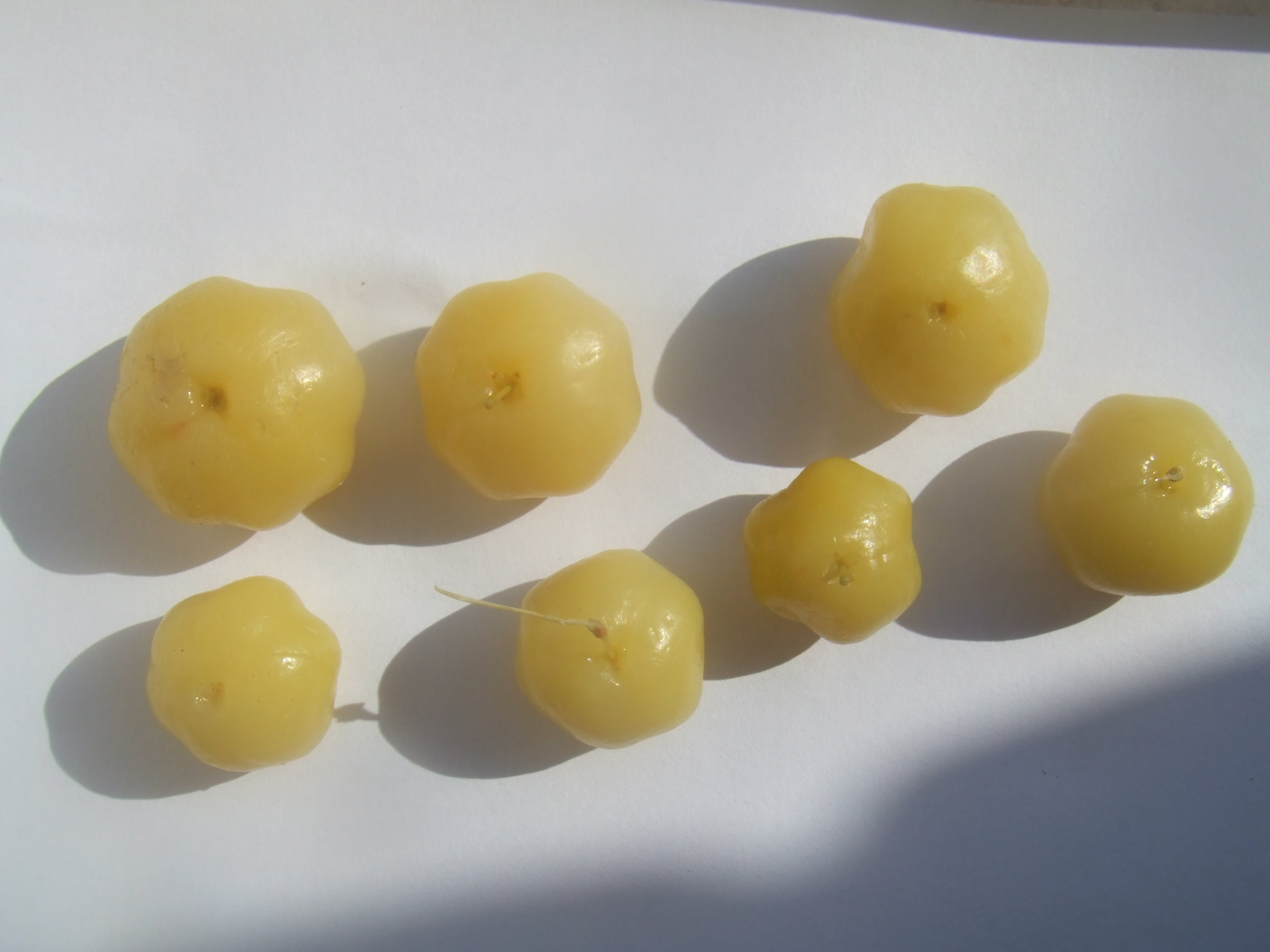
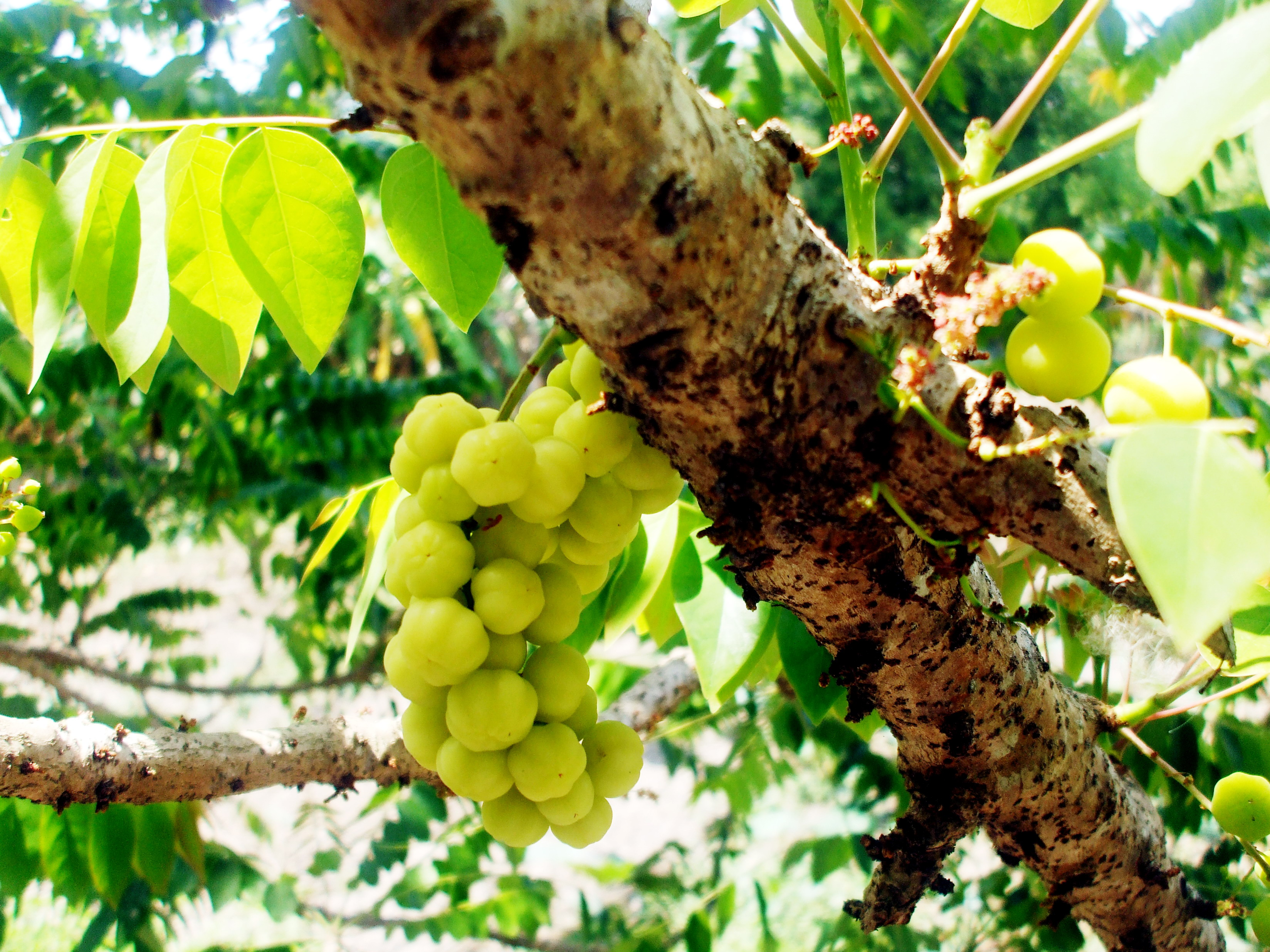